# Apolysis timberlakei
Apolysis timberlakei är en tvåvingeart som beskrevs av Axel Leonard Melander 1946. Apolysis timberlakei ingår i släktet Apolysis och familjen svävflugor. Inga underarter finns listade i Catalogue of Life.